# Italcon
Ogni anno ha luogo il Convegno Italiano del Fantastico e della Fantascienza, familiarmente denominato Italcon. Questo convegno è il corrispettivo nazionale dell'Eurocon, il convegno europeo, e della WorldCon, la grande convention mondiale nel corso della quale viene assegnato il Premio Hugo. Solitamente si tiene in primavera.
L'Italcon è l'occasione per appassionati e professionisti del settore della fantascienza per incontrarsi, fare il bilancio dell'annata, portare avanti momenti di studio della letteratura e del cinema di fantascienza, e soprattutto per rinnovare amicizie e confrontare le proprie esperienze.
Le Italcon si svolgono normalmente nell'ambito di quattro giorni, con programmi che comprendono conferenze, presentazioni di libri, rassegne cinematografiche, mostre dei più validi illustratori italiani, mostre di modellismo, banchi di vendita di libri e riviste amatoriali, premiazioni. Nell'ambito delle Italcon hanno luogo spesso altri convegni specializzati.
Il penultimo giorno dell'Italcon si concludeva inizialmente con un grande banchetto, nel corso del quale viene assegnato il Premio Italia, un riconoscimento che premia le persone e le opere che più hanno meritato nell'anno precedente. In seguito, la premiazione fu spostata dopo la cena.

## Storia dell'Italcon

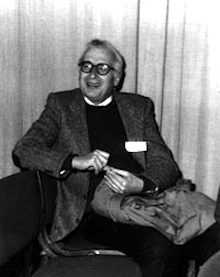
Lo scrittore Sandro Sandrelli alla convention italiana di Borgomanero del 1973

Riunioni di appassionati di fantascienza, in Italia, ce ne sono sempre state fin dagli anni cinquanta. Il primo grande convegno che ebbe però tutti i crismi dell'ufficialità fu la prima Eurocon, organizzata a Trieste nel 1972. Nel corso di questo convegno fu per la prima volta assegnato il Premio Italia, per valorizzare la produzione italiana. Tale convention fu anche la prima Eurocon.
Dopo alcuni anni di silenzio il club Altair 4 cominciò a organizzare una vera e propria convention italiana, usando la denominazione di SFIR (Science Fiction Italian Roundabout). L'ultimo SFIR ebbe luogo nel 1978, e nel 1979 non ci furono convegni nazionali.
Dopo l'Eurocon del 1980 a Stresa venne istituito il nome Italcon, e alla prima edizione, che ebbe luogo a Modena nel 1981, venne dato il numero 7, continuando la numerazione dello SFIR. La denominazione di Italcon è stata retroattivamente assegnata anche ai precedenti SFIR.
Dal 1988 l'Italcon ha avuto luogo ad anni alterni a Courmayeur e a San Marino. Questa alternanza si è interrotta nel 2001 con l'assegnazione della Convention a Torino. Nel 2002, a seguito della rinuncia di Courmayeur, l'Italcon è stata assegnata a Fiuggi, ospite della Deepcon. Nel 2003 la convention torna a San Marino mentre Fiuggi è stata nuovamente sede dell'Italcon dal 2004 al 2010. Nel 2011 si è tenuta a Milano, dal 2012 al 2016 a Bellaria, all'interno della Sticcon. In quest'ultima sede si è avuta una costante diminuzione dei partecipanti all'Italcon, e pertanto nel 2016 è stato varato un piano di rilancio, che prevedeva per gli anni successivi le sedi di Bellaria (2017), Milano (2018), Bellaria (2019), San Marino (2020), Bellaria (2021). Nel 2017 la convention di Bellaria si è spostata a Chianciano Terme, e con essa la Italcon. Nel 2018 l'Italcon torna a Milano per poi approdare a Torino nel 2019.
L'edizione 2020 di San Marino è l'unica che si è tenuta virtualmente, a causa della pandemia del COVID-19.
L'edizione del 2021 è stata successivamente riassegnata a Fiuggi, alla quale è stato assegnato anche, dalla ESFS, il titolo di Eurocon 2021.
Le Italcon del 1972, 1980, 1989 e 2009 sono state anche Eurocon.